# Port lotniczy Perm
Port lotniczy Perm-Sawino Wielkie i Baza lotnicza Sawino Wielkie (ang. Bolshoye Savino Airport, ros. Аэропорт Большое Савино) (kod IATA: PEE, kod ICAO: USPP) – międzynarodowy port lotniczy i baza lotnicza w Kraju Permskim w Rosji, położony 17,6 km SW od centrum miasta Perm. Jest to lotnisko cywilno-wojskowe, m.in. ze stacjonującym pułkiem lotniczym myśliwców i utwardzonymi stanowiskami dla bombowców i osobno terminalem pasażerskim.

## Baza lotnicza
Jest to siedziba 764 IAP (764 pułku lotnictwa myśliskiego), jedyny pułk lotniczych sił zbrojnych 5 Armii PWO (protiw wozdusznej oborony) (następca 4 Armii PWO z czasów ZSRR). Według czasopisma branży lotnictwa wojskowego Air Forces Monthly, numer z lipca 2007, 764 pułk podlega bezpośrednio dowództwu Sił Powietrznych Rosji.
Budowa Sawina Wielkiego rozpoczęła się w 1952 pod osobistym nadzorem marszałka Żukowa, zesłanego tu przez Józefa Stalina po drugiej wojnie światowej, jako dowódcę Wołgo-Uralskiego Okręgu Wojskowego. 1 maja 1960 piloci 764 pułku lotnictwa myśliwskiego Boris Ajwazjan i Sergiusz Safronow startujący z tej bazy usiłowali przechwycić i zestrzelić samolot szpiegowski Lockheed U-2 USA Air Force; Safronow zginął w swoim samolocie MiG-19, omyłkowo zestrzelony rakietami radzieckiej obrony przeciwlotniczej.
W 1965 lotnisko Sawino Wielkie rozszerzono o cywilne funkcje regionalnego portu lotniczego dla miasta Perm, obsługującego samoloty pasażerskie średniego zasięgu, poczynając od wydzielenia aż 39 miejsc na obszernej płycie postoju samolotów, w tym wydzielonej osobno strefy towarowej.
Podczas zimnej wojny stacjonowało tu w pełnej gotowości bojowej 38 myśliwców MiG-25, uzupełnianych szeregiem Jak-25 i Jak-28. W 1991 baza otrzymała nowoczesne egzemplarze myśliwców przechwytujących MiG-31. W 2002 droga startowa została przedłużona ze standardowej długości 2500 m do 3200 m.

## Linie lotnicze i kierunki lotów
| Linia lotnicza              | Kierunek                                                                              |
| --------------------------- | ------------------------------------------------------------------------------------- |
| Aerofłot                    | 1. Moskwa-Szeremietiewo 2. Mineralne Wody 3. Soczi                                    |
| AlMasria Universal Airlines | Sezonowe czartery: 1. Szarm el-Szejk                                                  |
| AZIMUT                      | 1. Machaczkała 2. Mineralne Wody                                                      |
| Azur Air                    | Sezonowe czartery: 1. Hurghada 2. Phuket                                              |
| Ikar                        | 1. Królewiec 2. Machaczkała 3. Mińsk 4. Soczi 5. Władykaukaz                          |
| IrAero                      | 1. Baku                                                                               |
| Izhavia                     | 1. Iżewsk 2. Nojabrsk 3. Ufa                                                          |
| KrasAvia                    | 1. Narjan-Mar 2. Ufa                                                                  |
| Nordwind Airlines           | 1. Soczi                                                                              |
| NordStar                    | 1. Kazań 2. Norylsk                                                                   |
| Pobeda                      | 1. Moskwa-Szeremietiewo 2. Moskwa-Wnukowo 3. Sankt Petersburg Sezonowo: 1. Soczi      |
| Rossija                     | 1. Sankt Petersburg                                                                   |
| RusLine                     | 1. Narjan-Mar                                                                         |
| S7 Airlines                 | 1. Moskwa-Domodiedowo 2. Nowosybirsk                                                  |
| Smartavia                   | 1. Sankt Petersburg 2. Soczi                                                          |
| UTair Aviation              | 1. Kogałym 2. Surgut 3. Tiumeń                                                        |
| UVT Aero                    | 1. Barnauł 2. Kazań 3. Niżny Nowogród 4. Niżniewartowsk 5. Omsk 6. Samara 7. Jarosław |
| Uzbekistan Airways          | 1. Namangan                                                                           |

## Katastrofy
- Katastrofa lotu Aerofłot 821 miała miejsce 14 września 2008 przy podejściu do lądowania, już w granicach miasta, aczkolwiek na odludziu. Samolot runął, zabijając wszystkie 88 osób na pokładzie.
- 29 listopada 2009 w fabryce prochu w granicach miasta po awarii silnika podczas awaryjnego lądowania samolot Cessna 182 runął. Pilot i dwóch pasażerów zostało rannych, jeden pasażer zmarł w szpitalu.
- 6 września 2011 wkrótce po starcie rozbił się myśliwiec MiG-31. Samolot runął, zabijając obu pilotów.